# Camponotus absquatulator
Camponotus absquatulator é uma espécie de inseto do gênero Camponotus, pertencente à família Formicidae.